# Dílofos
Dílofos är en ort i Grekland.   Den ligger i prefekturen Nomós Évrou och regionen Östra Makedonien och Thrakien, i den nordöstra delen av landet, 500 km nordost om huvudstaden Aten. Dílofos ligger 53 meter över havet och antalet invånare är 148.
Terrängen runt Dílofos är platt. Runt Dílofos är det ganska glesbefolkat, med 34 invånare per kvadratkilometer. Närmaste större samhälle är Néa Výssa, 18,2 km sydost om Dílofos. Trakten runt Dílofos består till största delen av jordbruksmark.